# Oraesia camaguina
Oraesia camaguina là một loài bướm đêm trong họ Noctuidae.